# Конетабл
Конетабл (енгл. Grand Constable of France, фр. Grand Connétable de France) је француско средњовековно војно звање.

## Историја
Конетабли су бирани из редова великодостојника. Првобитно конетабл је био управник краљеве коњушнице, а касније је добијао разне више функције на двору, укључујући и дужност команданта коњице. Био је потчињен сенешалу (фр. sénéchal) до укидања тог звања 1191.
Од краја 12. века конетабл је главни саветник краља, а од средине 13. века врховни командант краљеве војске. У стогодишњем рату (1337-1453) били су му потчињени маршали.
Звање конетабла укинуто је 1627. Почасно звање конетабла (фр. Grand Connétable и фр. Vice-connétable) успоставио је 1803-1814. Наполеон Бонапарте.